# Malta, Illinois
Malta är en ort i DeKalb County i delstaten Illinois, USA.